# 平間洋一
平間 洋一（ひらま よういち、1933年（昭和8年）5月14日 - 2020年（令和2年）3月11日）は、日本の海上自衛官、歴史学者。海上自衛官としての最終階級は海将補。元防衛大学校教授。太平洋学会理事、戦略研究学会理事、呉市海事歴史科学館（大和ミュージアム）委員、横須賀市史編纂委員、特定非営利活動法人岡崎研究所理事、社会福祉法人興寿会理事などを務めた。放送法遵守を求める視聴者の会の賛同者。

## 略歴
神奈川県横須賀市出身。父の平間源之助は海軍軍人で第二次世界大戦後は、公職追放の対象となり、一家は経済的に困窮していたという。一時は社会主義に傾倒するも左派社会党の選挙運動を応援した際に実態を知り転向し、そのことがきっかけとなってコミンテルンの研究を行うようになった。
1952年、神奈川県立横須賀高等学校卒業。1957年、防衛大学校本科（電気工学専攻）卒（第1期）。在校時、英語会話部の設立に尽力。1957年、海上自衛隊に入隊、1958年、海上自衛隊幹部候補生学校卒業、3等海尉任官。1962年、大阪外国語大学仏文科研修生。1969年、海上自衛隊幹部学校指揮幕僚課程入校。1974年6月、護衛艦「ちとせ」艦長。1975年統合幕僚学校一般課程入校。1976年、統合幕僚学校教官。1979年1月、海上幕僚監部調査部第1班長。1980年7月、第31護衛隊司令。1981年12月、練習艦隊司令部首席幕僚。1983年2月、呉地方総監部防衛部長。1985年3月、防衛庁戦史部首席研究員。1988年3月、海将補で退職。1989年、防衛大学校教授、「第一次世界大戦と日本海軍-外交と軍事作戦との連接」で慶應義塾大学博士（法学）。1995年、防大図書館長。1999年、定年退官。
筑波大学、常磐大学、大阪大学の各大学の非常勤講師を務めた。
1996年、慶應義塾大学より博士（法学）の学位を取得。2004年4月、瑞宝小綬章受章。
1988年、軍事史学会理事、2009年、顧問。1998年、日英歴史交流プロジェクト軍事部会委員長、横須賀市海事資料調査会委員長。

## 著書

### 単著
- 『第一次世界大戦と日本海軍――外交と軍事との連接』（慶應義塾大学出版会, 1998年）
- 『日英同盟――同盟の選択と国家の盛衰』（PHP研究所〈PHP新書〉, 2000年） 
  - 『日英同盟――同盟の選択と国家の盛衰』（角川ソフィア文庫, 2015年）、全面改訂版
- 『日露戦争が変えた世界史――「サムライ」日本の一世紀』（芙蓉書房出版, 2004年、改訂版2005年）
- 『第二次世界大戦と日独伊三国同盟――海軍とコミンテルンの視点から』（錦正社, 2007年）
- 『イズムから見た日本の戦争――モンロー主義・共産主義・アジア主義』（錦正社, 2014年）

### 編著
- 『戦艦大和』（講談社選書メチエ, 2003年）
- 『軍事学入門』（かや書房, 1999年）〔韓国語版『軍事学講座』兵学社, 2000年〕
- 『日露戦争を世界はどう報じたか』（芙蓉書房出版, 2010年）
- 平間源之助『軍艦「鳥海」航海記　平間兵曹長の日記　昭和16～17年』（イカロス出版, 2018年）、父の日記を編んだ

### 監修・共著
- 『連合艦隊――知れば知るほど』（監修担当、実業之日本社, 2002年）
（共著者：雨倉孝之・原勝洋・亀井宏・熊谷直・上原光晴・渡辺大助）
- 『昭和陸海軍の失敗――彼らはなぜ国家を破滅の淵に追いやったのか』（文藝春秋〈文春新書〉, 2007年）
（共著者：半藤一利・秦郁彦・保阪正康・黒野耐・戸髙一成・戸部良一・福田和也）、座談で第2部「昭和の海軍」に参加
- 『今こそ知りたい江田島海軍兵学校――世界に通用する日本人を育てたエリート教育の原点』
（新人物往来社, 2009年／共著者：雨倉孝之・影山好一郎・北澤法隆・市来俊男）
- 『海軍グルメ物語』（新人物往来社〈新人物文庫〉, 2010年／共著者：高森直史・齋藤義朗）

### 共著（英書）
- Reluctant Allies: German-Japanese Naval Relations in World War II, with Berthold J. Sander-Nagashima and Axel Niestle , Hans-Joachim Krug (Naval Institute Press, 2001).

### 共編著
- （波多野澄雄・イアン・ガウ）『日英交流史 1600-2000（3） 軍事』（東京大学出版会, 2001年）
- （杉田米行）『北朝鮮をめぐる北東アジアの国際関係と日本』（明石書店, 2003年）
- （Ian Gow with John Chapman）The History of Anglo-Japanese Relations, 1600-2000, Vol.3, The Military Dimension（Palgrave-Macmillan, 2003）.